# Southsiders
Albums de Atmosphere
The Family Sign
(2011) Fishing Blues
(2016)
Southsiders est le septième album studio d'Atmosphere, sorti le 6 mai 2014.
L'album s'est classé 2e au Top Independent Albums, 3e au Top R&B/Hip-Hop Albums et  8e au Billboard 200.

## Liste des titres
| No  | Titre                                       | Contient un (des) sample(s) de | Durée |
| --- | ------------------------------------------- | ------------------------------ | ----- |
| 1.  | Camera Thief                                |                                | 4:46  |
| 2.  | Arthur's Song                               |                                | 3:21  |
| 3.  | The World Might Not Live Through the Night  |                                | 4:15  |
| 4.  | Star Shaped Heart                           |                                | 3:19  |
| 5.  | I Love You Like a Brother                   |                                | 3:31  |
| 6.  | Southsiders                                 |                                | 3:12  |
| 7.  | Bitter                                      |                                | 4:19  |
| 8.  | Mrs. Interpret                              |                                | 3:48  |
| 9.  | Fortunate                                   |                                | 3:36  |
| 10. | Kanye West                                  |                                | 4:02  |
| 11. | We Ain't Gonna Die Today                    |                                | 3:45  |
| 12. | My Lady Got Two Men                         | Layla de Derek and the Dominos | 4:22  |
| 13. | Flicker                                     |                                | 4:46  |
| 14. | January on Lake Street                      |                                | 4:04  |
| 15. | Let Me Know That You Know What You Want Now |                                | 4:44  |

| 16. | She Don't Know Why She Love It | 4:06 |
| 17. | Hell                           | 3:38 |
| 18. | I Don't Need No Fancy Shit     | 3:07 |
| 19. | Idiot                          | 3:57 |
| 20. | Prelude to Hell                | 2:52 |